# Prinz-Andrew-Plateau
Das Prinz-Andrew-Plateau ist ein eisbedecktes, 65 km langes und 25 km breites Hochplateau in der antarktischen Ross Dependency. Es liegt südlich des Mount Rabot in der Queen Elizabeth Range des Transantarktischen Gebirges. 
Teilnehmer einer von 1961 bis 1962 durchgeführten Kampagne im Rahmen der New Zealand Geological Survey Antarctic Expedition benannten es nach Prinz Andrew, zweiter Sohn der britischen Monarchin Elisabeth II.